# 이나즈마 일레븐 GO 2 크로노 스톤
《이나즈마 일레븐 GO 2 크로노 스톤 넷푸/라이메이》(일본어: イナズマイレブンGO2 クロノ・ストーン ネップウ/ライメイ)는 일본에서 2012년 12월 13일에 발매된 닌텐도 3DS용 수집 육성 축구 RPG이다. LEVEL-5가 제작한 게임으로, 《이나즈마 일레븐 시리즈》의 속편이다. 또, 본작을 원작으로 한 TV 애니메이션 《이나즈마 일레븐 GO 크로노스톤》이 2012년 4월 18일부터 방영되고 있다.